# Aphaenogaster geei
Aphaenogaster geei is een mierensoort uit de onderfamilie van de Myrmicinae. De wetenschappelijke naam van de soort werd voor het eerst geldig gepubliceerd in 1921 door William Morton Wheeler.